# Stylodipus
Stylodipus és un gènere de rosegadors de la família dels dipòdids. Conté tres espècies de petites dimensions, amb una llargada de cap a gropa de 100–130 mm, una cua de 132–136 mm i un pes de fins a 70 g. Es desplacen saltant. La seva distribució s'estén des d'Ucraïna fins a Mongòlia i el nord de la Xina, passant per tot Àsia central. Les femelles tenen quatre parells de mamelles.